# Реньяк (Шаранта)
Ренья́к (фр. Reignac) — коммуна во Франции, находится в регионе Пуату — Шаранта. Департамент — Шаранта. Входит в состав кантона Бень-Сент-Радегонд. Округ коммуны — Коньяк.
Код INSEE коммуны — 16276.
Коммуна расположена приблизительно в 430 км к юго-западу от Парижа, в 135 км южнее Пуатье, в 37 км к юго-западу от Ангулема.

## Население
Население коммуны на 2008 год составляло 644 человека.
| 1962 | 1968 | 1975 | 1982 | 1990 | 1999 | 2008 |
| ---- | ---- | ---- | ---- | ---- | ---- | ---- |
| 651  | 636  | 618  | 605  | 606  | 582  | 644  |

## Экономика
В 2007 году среди 418 человек в трудоспособном возрасте (15—64 лет) 302 были экономически активными, 116 — неактивными (показатель активности — 72,2 %, в 1999 году было 71,4 %). Из 302 активных работали 273 человека (151 мужчина и 122 женщины), безработных было 29 (15 мужчин и 14 женщин). Среди 116 неактивных 28 человек были учениками или студентами, 46 — пенсионерами, 42 были неактивными по другим причинам.

## Достопримечательности
- Церковь Сен-Пьер (XII век). Памятник истории с 1970 года[3]
- Две мельницы (XVIII и XIX веков)

## Фотогалерея
- Реньяк
- Церковь Сен-Пьер
- Мэрия